# John Thomas (cristadelfiano)
John Thomas (Londres, 12 de Abril de 1805 – Jersey City, 5 de Março de 1871) é geralmente considerado o fundador da Igreja Cristadelfiana, uma igreja cristã restauracionista com doutrinas em parte similares aos socinianos unitaristas do século XVI e aos anabaptistas pacifistas da Alemanha-Suíça.

## Infância e juventude
John Thomas, nasceu em Hoxton Square, Londres, Inglaterra, em 12 de Abril, 1805, filho de um ministro dissidente também chamado John Thomas. Seus familiares tinham a reputação de descender de refugiados huguenotes franceses. A sua família mudava de habitação com frequência, visto que o seu pai aceitava vários pastoratos, como uma atuação em uma congregação em Londres e uma estadia breve mas cheia de eventos na Escócia. Posteriormente retornaram a Londres e mais tarde foram para Chorley, Lancashire. John Thomas era uma aluno bastante aplicado tendo aprendido Hebraico sozinho quando era adolescente. Aos 16, em Chorley, começou a estudar medicina. A sua família voltou para Londres, mas John Thomas ficou em Chorley. Depois de dois anos, retornou a Londres e continuou os seus estudos nos hospitais Guy e St. Thomas por mais três anos. Formou-se cirurgião e tinha especial interesse pela química e biologia, publicou vários artigos médicos para The Lancet, um dos quais defendia a importância do uso de cadáveres para o estudo da medicina (era ilegal na Inglaterra dissecar cadáveres no seu tempo).

## Emigração para os Estados Unidos da América
Assim como muitos outros dessa época, em 1832 o seu pai tomou a decisão de procurar novas oportunidades e emigrar para os Estados Unidos da América. Desta forma, o Dr. John Thomas, tendo poucos laços familiares na Inglaterra, decidiu ir com a sua família, concordando em ir primeiro para preparar a chegada da família. Aproveitou a oportunidade para avançar a sua carreira e aceitou uma vaga como cirurgião de bordo no Marquis of Wellesley que iria partir das docas St. Katharine, Londres para Nova Iorque.
Embarcou em 1 de Maio de 1832 em uma viagem turbulenta que enfrentou clima tempestuoso durante todo o percurso. Em uma tempestade especialmente feroz o navio perdeu o topo do mastro principal e o mar invadia a embarcação, levando tudo o que não estava fixo. O navio eventualmente entrou num baixio e encalhou na costa da Nova Escócia. O navio foi elevado pelas ondas doze vezes em ocasiões sucessivas, cada vez que a quilha batia no fundo do mar com tal força que a tripulação e os passageiros estavam convencidos que o navio iria partir-se.
Temendo que a sua vida estava prestes a terminar, Thomas decidiu morrer com uma oração nos seus lábios, orou por misericórdia. Ele estava bem consciente do vácuo que existia no seu conhecimento acerca do que aconteceria se morresse. Assim ele fez um voto de dedicar a sua vida para estudar a Bíblia e buscar a verdade acerca da vida e da morte caso ele sobrevivesse aquele infortúnio. 
Ajudados por uma mudança na direcção do vento, os eforços do capitão para tentar desencalhar o navio foram bem sucedidos e o navio flutuou livre. Thomas nunca esqueceu o seu voto e devotou-se ao estudo da Bíblia durante o resto da sua vida, determinado em perceber a verdadeira mensagem das escrituras.

## Associação com Alexander Campbell
O Marquis of Wellesley atracou em Nova Iorque e Thomas viajou para Cincinnati, Ohio onde descobriu os ensinamentos de Alexander Campbell. Depois de estudar mais, eventualmente juntou-se ao Movimento Restauracionista e em Outubro de 1832 foi baptizado no Canal Miami. Inicialmente tornou-se um pregador Campbelita, viajando pelos estados orientais da América onde pregava, até que ficou como evangelista em Filadélfia. Foi aí no primeiro de Janeiro de 1834 que ele casou com Ellen Hunt que se tornou a sua companheira para toda a vida e apoio constante nos seus testes de fé que persistiriam durante toda a vida.
Thomas também escreveu e foi um editor do Apostolic Advocate que apareceu pela primeira vez em Maio de 1834. Os seus estudos durante este período da sua vida geraram a fundação para muitas das crenças que ele veio a desposar como cristadelfiano. No entanto, desavenças sobre as suas crenças eventualmente vieram à superfície entre Alexandre Campbell e o Dr. Thomas. O Dr. Thomas acreditava que a Bíblia ensinava que era requerido aos candidatos ao baptismo conhecimento das escrituras antes do baptismo e que haveria uma ressurreição na segunda vinda de Jesus Cristo. Devido a estas diferenças de crença o Dr. Thomas foi desassociado em 1837. No entanto, algumas das congregações campbelitas que concordavam com os pontos de vista do Dr. Thomas associaram-se a ele.
Nesta altura o movimento adventista ou millerita estava crescendo e em 1843 o Dr. Thomas foi apresentado a William Miller, o líder dos milleritas. Ele admirou a vontade deles em questionar as crenças ortodoxas e concordou com a crença deles da segunda vinda de Cristo e a fundação de uma era milenar no seu retorno. O Dr. Thomas continuou os seus estudos bíblicos e em 1846 viajou para Nova Iorque onde deu uma série de palestras cobrindo trinta assuntos doutrinários que mais tarde formaram parte do seu livro Elpis Israel (A Esperança de Israel).

## O Nascimento do Movimento Cristadelfiano
Baseado no entendimento bíblico que ele encontrou, Thomas foi rebaptizado em 1847 e o grupo de congregações e indivíduos que partilhavam das suas crenças continuou a crescer. Em 1848 o movimento tornou-se internacional quando ele viajou para Inglaterra para pregar o que ele agora considerava a verdadeira mensagem do Evangelho. Quando do seu retorno à América o Dr. Thomas mudou-se de Richmond, Virginia para a cidade de Nova Iorque e lá começou a pregar. Ele fez questão de falar com a comunidade judaica pois através de seus estudos estava convicto que Deus não tinha substituído a Lei de Moisés com o advento do cristianismo e que a cumpriria. Ele acreditava que os cristãos tinham que, através da fé e do baptismo, tornar-se a "semente" (ou, "descendente") de Abraão.
Foi nesta altura que Thomas e aqueles que partilhavam de crenças similares tornaram-se a "Associação Real de Crentes". Este grupo de crentes usava o termo "eclésia", uma palavra grega que significa "igreja", para descreverem-se a si mesmos. No entanto o movimento não teve um nome "oficial" até 1864, quando um nome foi escolhido durante a Guerra Civil Americana. Em vez de ter um sistema de clero, todos os irmãos tinham a mesma responsabilidade, rotativamente presidiam e exortavam nas suas reuniões.
Quando em 1861 eclodiu a Guerra Civil Americana, Thomas viajou para o Sul e ficou preocupado porque o conflito tinha colocado os crentes em lados opostos. O movimento como um todo considerou que a guerra obrigava-os a tomar uma posição em relação ao que acreditavam, como objectores de consciência. No entanto, de maneira a ficar isentos do serviço militar, era requerido que os crentes pertencessem a um grupo religioso reconhecível que não concordava com a participação na guerra. Assim em 1864, o Dr. Thomas escolheu o nome cristadelfianos para identidicar os membros do movimento. O termo "Cristadelfianos" vem do grego e significa "Irmãos em Cristo". Foi durante a guerra que Thomas escreveu os três volumes de Eureka, que tem por tema o Livro de Apocalipse.
Em 5 de Maio de 1868 o Dr. Thomas retornou à Inglaterra onde viajou extensivamente dando palestras acerca da mensagem do Evangelho e reunindo-se com os cristadelfianos ingleses. Durante este período da sua vida ele encontrou amplo apoio e ajuda de Robert Roberts que tinha-se convertido durante a visita anterior do Dr. Thomas à Inglaterra. Ao retornar à América ele fez uma ronda final pelas congregações Cristadelfianas antes da sua morte em 5 de Março de 1871 na cidade de Jersey. Foi enterrado no Cemitério Green-Wood, em Brooklyn, Nova Iorque.

## Legado
John Thomas não se considerava um profeta nem um tipo de messias, mas afirmava que seu estudo bíblico independente lhe permitiu constatar que as doutrinas Cristãs da tradição eram falsas ou equivocadas, apresentando argumentos que comprovavam tais conclusões. Os cristadelfianos modernos no geral acreditam que ele estava certo e aderem às posições estabelecidas na Declaração de Fé de Birmingham. Os cristadelfianos sentem, que o exemplo de Thomas com a sua atitude perscrutante é também um importante legado.
Os frutos do trabalho de Thomas foram registrados em vários livros, um dos quais, Elpis Israel, apresenta muitos dos princípios bíblicos fundamentais cultivados pelos cristadelfianos até os dias de hoje.
Algumas das suas predições sobre o futuro não se cumpriram (Como é salientado no prefácio da edição de 2000 de Elpis Israel, algo que o próprio Thomas (e apologistas cristadelfianos)
 aceitaram que pudesse acontecer.
No entanto, as predições de um futuro Estado de Israel e o papel que a Grã-Bretanha teria no seu estabelecimento provaram ser exactas. Isto é visto por muitos Cristadelfianos como prova de que Thomas tinha um entendimento correcto das profecias Bíblicas. Por volta de 1850 Thomas escreveu baseado no seu entendimento bíblico sobre o retorno dos Judeus à Palestina:

Existe, então, uma restauração parcial e primária dos judeus antes da manifestação, que servirá como núcleo, ou base, das operações futuras na restauração do restante das tribos depois de aparecer no reino. A pré-colonização adventual da Palestina será em princípios puramente políticos, e os colonos judeus retornarão em descrença da messianidade de Jesus, e da verdade que está nele. Eles irão emigrar para lá como agricultores e comerciantes, na esperança de vir a instituir a sua comunidade, mas mais de pressa para ficarem ricos em prata e ouro pelo comércio com a Índia, e no gado e mercadorias através da sua indústria sob a proteção eficaz do poder britânico. […] Mas, para que parte do mundo, devemos olhar em busca de um poder cujos interesses o tornará disposto, como ele é capaz, para plantar o estandarte da civilização sobre os montes de Israel? O leitor terá, sem dúvida, antecipado a minha resposta pelo que disse antes. Eu não sei se os homens, que, actualmente, inventaram a política externa da Grã-Bretanha, entretêm a ideia de assumir a soberania da Terra Santa, e de promover a sua colonização pelos judeus; as suas intenções no momento presente, no entanto, não têm qualquer importância de uma maneira ou de outra, porque eles vão ser obrigados, por eventos a acontecer em breve, fazer o que, nas circunstâncias actuais, o céu e a terra combinados não poderiam movê-los a tentá-lo. As decisões presentes de estadistas estão destituídas de estabilidade. … O dedo de Deus indicou um curso a ser seguido pela Grã-Bretanha, que não pode ser evitado, e que os seus conselheiros não só estarão dispostos, mas ansiosos, a adoptar quando a crise vier sobre eles.

—John Thomas, Elpis Israel, ch. 17, The Resurrection of Israel - The Second Exodus - the Millennium - "The End"

A Declaração de Balfour de 1918 e o Mandato Britânico de 1922 estabeleceram  o Reino unido como a força política responsável pela Palestina. Depois da governação Britânica o Estado Secular de Israel foi estabelecido em 1948.